# Eudarcia gallica
Eudarcia gallica is een vlinder uit de familie van de Meessiidae. Deze soort is voor het eerst wetenschappelijk beschreven als Meessia gallica door Günther Petersen in een publicatie uit 1962.
De soort komt voor in Frankrijk, Andorra en Spanje.